# エルヴェ・ド・シャレット

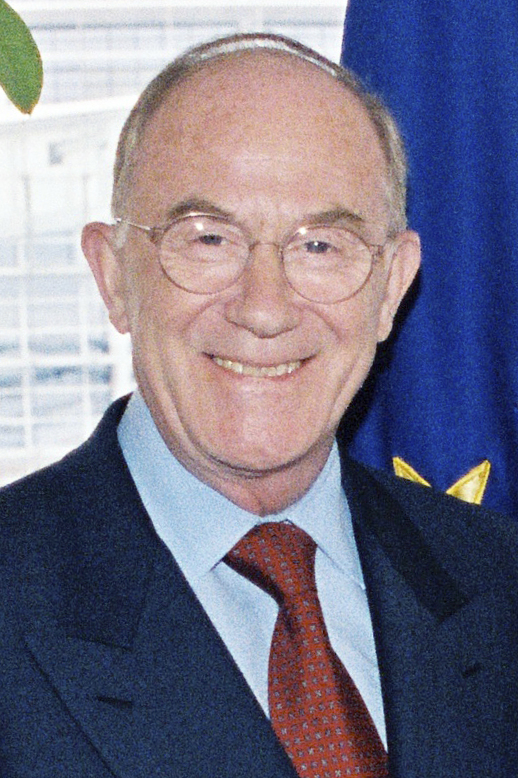
エルヴェ・ド・シャレット

エルヴェ・ド・シャレット（Hervé de Charette、1938年7月30日 - ）は、フランスの官僚、政治家。パリ出身。

## 略歴
HEC経営大学院、フランス国立行政学院（ENA）を卒業し官界入り。メーヌ・エ・ロワール県選出の国民議会議員。ヴァレリー・ジスカール・デスタンに近く、フランス民主連合に参加した。1993年エドゥアール・バラデュール内閣で住宅相として入閣した。1995年アラン・ジュペ内閣で外務大臣となる。2002年国民運動連合に参加している。
外相として1996年に訪日している。